# ده نو دشت (جلغة بهاباد)
ده نو دشت (بالفارسية: ده نودشت) هي قرية تقع في إيران في قسم جلغة الريفي. يقدر عدد سكانها بـ 125 نسمة بحسب إحصاء 2016.